# Hans Felix Pfenninger
Hans Felix Pfenninger (* 1. Mai 1886 in Zürich; † 25. März 1969 ebenda) war ein Schweizer Jurist.

## Leben
Hans Felix Pfenninger studierte an den Universitäten Zürich, Lausanne und Berlin und promovierte 1911 zum Doktor der Rechte. Danach erwarb er das Anwaltspatent und war einige Jahre als Advokat tätig. Er wandte sich zunehmend Problemen der Kriminalwissenschaft und des Strafprozessrechts zu. Im Sinne eines Nachstudiums  besuchte er auch Franz von Liszts Berliner Kriminalistisches Seminar und habilitierte sich schliesslich in Zürich mit der Schrift Das Materialprinzip des modernen Strafrechts.
Ab 1917 lehrte er an der Rechtswissenschaftlichen Fakultät der Universität Zürich als Privatdozent für Strafrecht und Strafprozess und war ausserdem von 1919 bis 1932 als Staatsanwalt des Kantons Zürich tätig. Später amtete er auch nebenamtlich als Ersatzrichter am Zürcher Kassationsgericht. Im Jahr 1932 wurde er zum ausserordentlichen Professor für Strafrecht gewählt. Zehn Jahre später wurde er zum Ordinarius für Strafrecht, Strafprozessrecht, internationales Strafrecht und Militärrecht befördert, womit er an die Nachfolge von Ernst Hafter antrat. Von 1940 bis 1942 übte er zudem das Amt des Dekans an der Rechtswissenschaftlichen Fakultät aus. 1951 wurde Hans Felix Pfenninger emeritiert. In Anerkennung seiner Dienste wurde er zum Honorarprofessor ernannt.
In der Militärgerichtsbarkeit stieg Pfenninger zum Obersten auf und war seit 1936 zuerst Divisionsrichter, dann Mitglied des Militärkassationsgerichts und von 1946 bis 1956 dessen Präsident.
Pfenninger pflegte Briefkontakt mit einer Vielzahl namhafter Juristen, unter anderem mit Eduard Kohlrausch, Carl Stooss, Adolf Schönke, Theodor Rittler, Rudolf Stammler und Hans von Hentig. Sein Nachlass befindet sich im UZH Archiv.

## Werke (Auswahl)
- Strafprozess und Rechtsstaat. Festschrift zum 70. Geburtstag von Prof. Dr. H. F. Pfenninger.  Schulthess, Zürich 1956.
- Probleme des schweizerischen Strafprozessrechtes. Ausgewählte Aufsätze. Schulthess, Zürich 1966.